# Marcel Jenni
Marcel Jenni (*2. března 1974 Niederhünigen, Švýcarsko) je bývalý švýcarský lední hokejista.

## Hráčská kariéra

### Klubová kariéra
S profesionálním hokejem začínal v HC Lugano ve švýcarské lize, kterou hrál od roku 1993. S klubem v roce 1999 vybojoval švýcarský titul, spolu s Patrickem Fischerem a Gian-Marco Cramerim byli oporou klubu i švýcarské reprezentace. Po průběhu další sezóny přestoupil do Färjestads BK hrajícího švédskou ligu. V sezóně 2000/2001 se stal nejproduktivnějším hráčem play-off a o rok později s Färjestadem vybojoval švédský ligový titul. V roce 2005 se vrátil do Švýcarska, kde za Kloten Flyers hrál až do konce kariéry v roce 2015.

### Reprezentační kariéra
S reprezentací Švýcarska se zúčastnil olympijských her v letech 2002 a 2006 a sedmi mistrovstvích světa. Největšího úspěchu s týmem dosáhl na domácím šampionátu v roce 1998, kdy si zahrál semifinále, nakonec však tým skončil bez medaile.

## Klubové statistiky
| Sezona    | Klub          | Soutěž | Základní část | Základní část | Základní část | Základní část | Základní část | Play off | Play off | Play off | Play off | Play off |
| Sezona    | Klub          | Soutěž | Z             | G             | A             | B             | TM            | Z        | G        | A        | B        | TM       |
| --------- | ------------- | ------ | ------------- | ------------- | ------------- | ------------- | ------------- | -------- | -------- | -------- | -------- | -------- |
| 1993/94   | HC Lugano     | NLA    | 34            | 3             | 5             | 8             | 44            | 9        | 3        | 2        | 5        | 24       |
| 1994/95   | HC Lugano     | NLA    | 36            | 14            | 24            | 38            | 48            | 5        | 2        | 3        | 5        | 12       |
| 1995/96   | HC Lugano     | NLA    | 35            | 14            | 20            | 34            | 24            | –        | –        | –        | –        | –        |
| 1996/97   | HC Lugano     | NLA    | 46            | 18            | 28            | 46            | 64            | –        | –        | –        | –        | –        |
| 1997/98   | HC Lugano     | NLA    | 40            | 12            | 34            | 46            | 60            | –        | –        | –        | –        | –        |
| 1998/99   | HC Lugano     | NLA    | 42            | 18            | 18            | 36            | 40            | –        | –        | –        | –        | –        |
| 1999/2000 | HC Lugano     | NLA    | 33            | 11            | 15            | 26            | 30            | –        | –        | –        | –        | –        |
| 1999/2000 | Färjestads BK | Elit.  | 14            | 6             | 4             | 10            | 18            | –        | –        | –        | –        | –        |
| 2000/2001 | Färjestads BK | Elit.  | 48            | 12            | 17            | 29            | 32            | 16       | 7        | 11       | 18       | 6        |
| 2001/2002 | Färjestads BK | Elit.  | 49            | 9             | 13            | 22            | 22            | 10       | 1        | 7        | 8        | 10       |
| 2002/2003 | Färjestads BK | Elit.  | 38            | 14            | 17            | 31            | 46            | 14       | 3        | 3        | 6        | 18       |
| 2003/2004 | Färjestads BK | Elit.  | 50            | 13            | 13            | 26            | 50            | 16       | 1        | 1        | 2        | 20       |
| 2004/2005 | Färjestads BK | Elit.  | 25            | 2             | 6             | 8             | 6             | 15       | 5        | 6        | 11       | 45       |
| 2005/2006 | Kloten Flyers | NLA    | 44            | 12            | 18            | 30            | 42            | 11       | 1        | 4        | 5        | 31       |
| 2006/2007 | Kloten Flyers | NLA    | 44            | 6             | 21            | 27            | 92            | 11       | 4        | 4        | 8        | 18       |
| 2007/2008 | Kloten Flyers | NLA    | 45            | 8             | 15            | 23            | 94            | 5        | 0        | 1        | 1        | 4        |
| 2008/2009 | Kloten Flyers | NLA    | 50            | 17            | 30            | 47            | 84            | –        | –        | –        | –        | –        |
| 2009/2010 | Kloten Flyers | NLA    | 49            | 8             | 20            | 28            | 40            | 10       | 1        | 5        | 6        | 26       |
| 2010/2011 | Kloten Flyers | NLA    | 18            | 3             | 4             | 7             | 2             | –        | –        | –        | –        | –        |